# Терористички напад на станици Буново
Терористички напад на станици Буново (буг. Атентат на гара Буново) је назив за бомбашки напад на цивилни железнички саобраћај у Бугарској, који је 9. марта 1985. спровела група турских националиста. Услед експлозије, погинуло је 7 особа, док је 9 повређено. Посебну тежину нападу даје чињеница да је бомба постављена у вагон који је био намењен за мајке са малом децом.

## Напад
Постављена бомба је била подешена да експлодира у време када воз пролази кроз тунел, како би дошло до већих жртава, међутим, услед кашњења воза, бомба је експлодирала пре тунела. До експлозије је дошло у 9:32 недалеко од станице Буново, на линији Бургас-Софија.
Пола сата након експлозије бомбе, у Сливену, у истоименом хотелу дошло је до друге експлозије, где је повређено 23 људи.

## Жртве
У нападу на вагон са мајкама и децом је страдало 7 особа, од чега 3 деце и 4 жене. По броју жртава ово чини највећи напад на железнички саобраћај у бугарској историји. У нападу је повређено укупно 9 особа, док је у одвојеном бомбашком нападу на хотел Сливен, само пола сата касније повређено 23 људи.
Спомен обележје страдалима у Бунову је подигнуто 2007. године.

## Позадина
Бомбашки напад на станици Буново, и напад на хотел Сливен, део је терористичких напада које су турски националисти извршили током 80-их и 90-их. Осим бомбашких напада, турски националисти су вршили саботаже попут подметања шумских пожара, тровања извора пијаће воде и киднаповања.
Мотив за напад је било незадовољство националном политиком коју је водила Бугарска комунистичка партија, која је током 80-их вршила напоре како би асимиловала турску националну мањину у Бугарској. Ова политика је изазвала велики талас незадовољства међу турском националном мањином, и покренула стварање Турског народноослободилачког покрета у Бугарској, чији су се радикални елементи окренули тероризму.

## Починиоци
Бугарска Државна сигурност у сарадњи са источнонемачким Штазијем, 1987. успева да ухапси организаторе терористичког напада. Емин Мехмедали, Абдула Чакир и Сафет Реџеб, су осуђени на смрт и казна над њима је извршена 1988. године.